# Diórios
Diórios är en ort i Cypern.   Den ligger i distriktet Eparchía Kerýneias, i den norra delen av landet, 30 km nordväst om huvudstaden Nicosia. Diórios ligger 321 meter över havet och antalet invånare är 798. Den ligger på ön Cypern.
Terrängen runt Diórios är kuperad åt nordväst, men åt sydost är den platt. Diórios ligger uppe på en höjd.Trakten runt Diórios är ganska glesbefolkad, med 25 invånare per kvadratkilometer. Närmaste större samhälle är Lápithos, 11,4 km öster om Diórios. Trakten runt Diórios är i huvudsak ett öppet busklandskap.
Stäppklimat råder i trakten. Årsmedeltemperaturen i trakten är 22 °C. Den varmaste månaden är augusti, då medeltemperaturen är 35 °C, och den kallaste är januari, med 10 °C. Genomsnittlig årsnederbörd är 474 millimeter. Den regnigaste månaden är december, med i genomsnitt 108 mm nederbörd, och den torraste är augusti, med 1 mm nederbörd.